# Otamatone

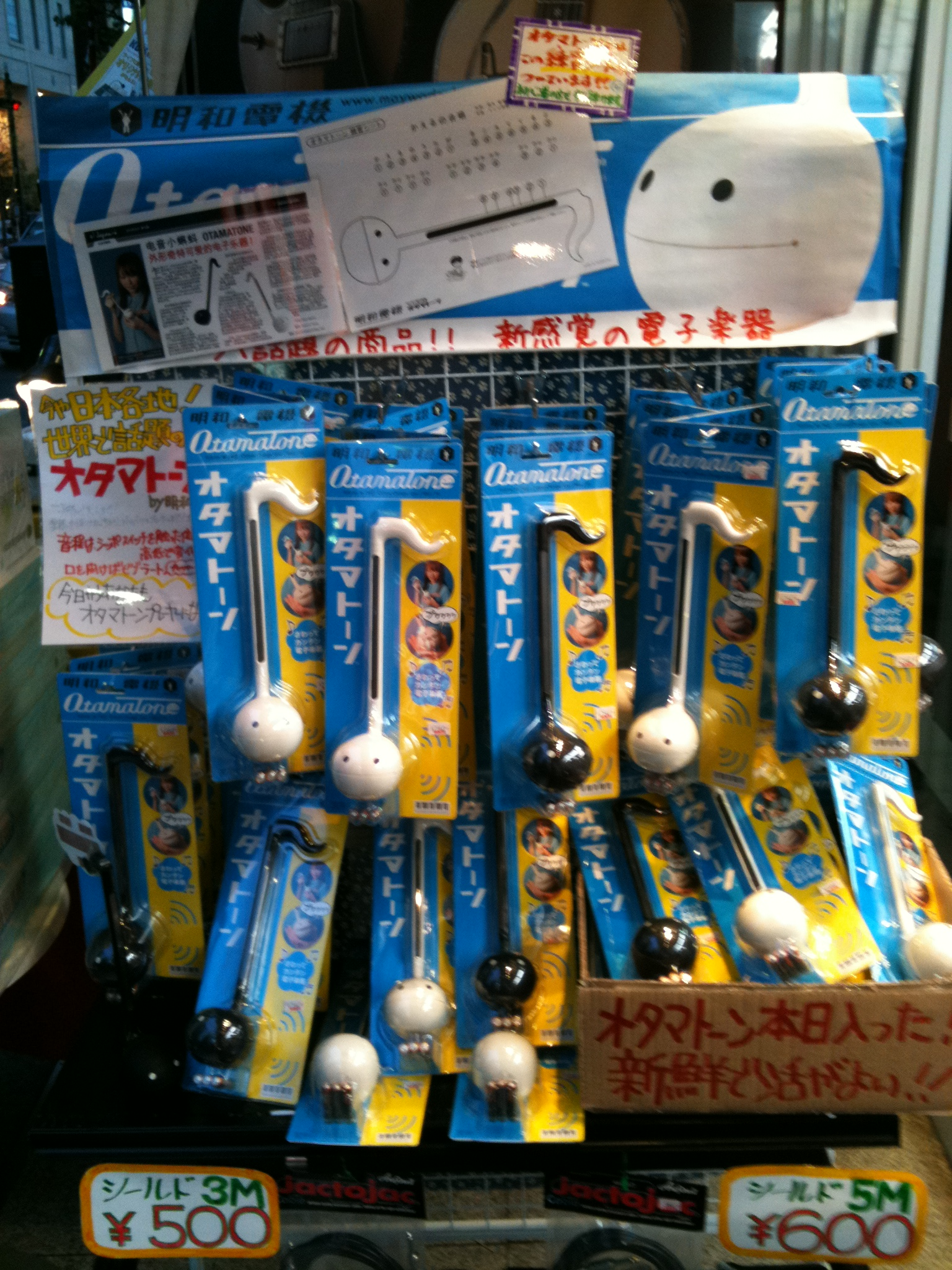
Vários exemplares de otamatone à venda no Japão

Otamatone (em japonês:  オタマトーン) é um Instrumento musical eletrónico desenvolvido no Japão pela sociedade Cube Works com Maywa Denki, um grupo de artistas formado pelos irmãos Masamichi e Nobumichi Tosa.

## Descrição e funcionamento
O otamatone é um instrumento musical de origem japonesa que tem o corpo em forma de colcheia, com uma «boca» sobre a cabeça da nota musical. Para produzir sons é preciso usar as duas mãos: uma mão segura o instrumento e aperta a «cabeça», a outra controla o tom da nota ao deslizar o dedo em toda a extensão de uma barra que faz a função de diapasão de um violino; uma posição mais elevada no diapasão produz um tom mais grave. A variação da pressão sobre a cabeça (abrindo e fechando a «boca» do instrumento) cria um efeito de wah-wah, e sacudindo o «pescoço» (variando ligeiramente a pressão sobre a «cabeça») cria-se um efeito de vibrato. Os botões na parte posterior da «cabeça» permitem alterar o tom das notas, ligar e desligar o otamatone, ou regular o volume.

## O som
O som feito por este instrumento pode comparar-se ao som de um teremim, de um sintetizador, ou de um jinghu.

## Modelos
O otamatone é fabricado em várias versões:
- Modelo original
- Modelo Wahha, com dentes
- Modelo Deluxe, com uma saída de auriculares
- Modelo Mine
- Modelo Digital, que permite acordes e notas em simultâneo, além de sons de percussão
- Modelo Jumbo, apenas para efeitos de demonstração, com um pedal para apertar a cabeça da nota